# Javier Liendo
Javier Liendo (Córdoba, 2 de Abril de 1988) é um futebolista argentino, que joga actualmente no Boavista Futebol Clube.